# (238771) Juhászbalázs
(238771) Juhászbalázs est un astéroïde de la ceinture principale.

## Description
(238771) Juhaszbalazs est un astéroïde de la ceinture principale. Il fut découvert le 12 mai 2005 à Piszkesteto par Krisztián Sárneczky. Il présente une orbite caractérisée par un demi-grand axe de 3,01 UA, une excentricité de 0,05 et une inclinaison de 9,2° par rapport à l'écliptique.

## Compléments